# Kazimierz Ansgary Kamiński
Kazimierz Romuald Ansgary Kamiński (ur. 4 lutego 1877 w Warszawie, zm. 31 grudnia 1967 w Poznaniu) – polski przedsiębiorca, filantrop.

## Życiorys
W Warszawie ukończył gimnazjum, a następnie Wyższą Szkołę Kupiecką Wawelberga. Następnie rozpoczął pracę w Banku Kupieckim oraz zatrudnił się jako handlowiec w Firmie Kosmetycznej Sztymera, a także jako buchalter w Zrzeszeniu Artystów Polskich. Ożenił się z Pauliną Kuczmierowską, która została też matką trójki jego dzieci. Wspólnie z żoną zgromadzili kapitał, który umożliwił im w 1905 zakup 22 800 m² ziemi w Ożarowie, położonej między gościńcem poznańskim (ul. Poznańska 28) a linią kolejową warszawsko-kaliską.
Zakup działki w Ożarowie stał się dla Kamińskiego początkiem nowej drogi zawodowej. Wspólnie z Feliksem Korolewskim rozpoczęli w Ożarowie prowadzenie własnej działalności. Początkowo była to firma handlowa, która dostarczała opakowania szklane do szpitali i aptek w Warszawie. Towar sprowadzali ze śląskich i małopolskich hut szkła, podpatrując tam technologię produkcji szkła. 13 marca 1907, Kazimierz Kamiński uruchomił produkcję aptecznych i szpitalnych szklanych naczyń oraz wyrobów oświetleniowych, pozostawiając na ul. Elektoralnej 5 w Warszawie handlowy skład (magazyn) opakowań aptecznych. Ożarowska huta rozwijała się bardzo prężnie, rosło zatrudnienie od 5 hutników, kowala, murarza i kilkunastu pracowników pomocniczych do kilkudziesięciu pracowników. W 1908 Kamiński dla pozyskania robotników zbudował dom mieszkalny dla 50 osób. Niedługo potem świetlicę, sklep fabryczny oraz salę biblioteczną. Działalność socjalna, wspierana przez żonę Paulinę była częścią aktywności społecznych i charytatywnych Kamińskiego. Wraz z rozwojem produkcji inwestował również w nowe maszyny i urządzenia. I wojna światowa wstrzymała rozwój zakładu.
Po pierwszej wojnie światowej Kamiński dalej rozwijał zakład, wprowadził generatory gazowe, nowe wanny piecowe i maszyny szlifierskie. Huta Szkła rozszerzyła także swój portfel wyrobów o butelki wielobarwne. Kamiński zbudował kolejne dwa domy dla 90 żonatych pracowników huty przy ul. Poznańskiej 77. W tym czasie właściciel huty dotował: w 30% budowę szkoły podstawowej w Ożarowie Mazowieckim, Ochotniczą Straż Pożarną, klub sportowy oraz powstającą w Ożarowie parafię. W latach 30. Huta Szkła zatrudniała 500 wykwalifikowanych pracowników a wielkość produkcji opakowań szklanych wynosiła 480 ton miesięcznie. Kazimierz Kamiński myślał również o przyszłości, przygotowując swojego syna Bogdana do sukcesji – kształcił go wówczas na politechnice w Niemczech.
Kolejna wojna, 1 września 1939 zahamowała rozwój zakładu w Ożarowie. Po zniszczeniach pierwszych miesięcy wojny, w 1940 Kazimierz wraz z synem Bogdanem uruchomili produkcję w hucie pod nadzorem niemieckim. Rzeczywiście ciężkie chwile właściciel huty zaczął przeżywać po wkroczeniu do Ożarowa Armii Czerwonej. Po wyzwoleniu Kamiński stał się niepożądanym składnikiem nowej powojennej rzeczywistości gospodarczej gdyż reprezentował klasę kapitalistyczną. Spotykały go z tego tytułu liczne nieprzyjemności. W 1946 rozpoczął się proces wywłaszczenia, na podstawie dekretu o nacjonalizacji przemysłu, który zakończył się 15 kwietnia 1949 podpisaniem protokołu zdawczo-odbiorczego. Kazimierz został wydalony ze swego domu na terenie huty i przeniósł się do synów. Ostatecznie wyjechał do Poznania, gdzie zmarł 31 grudnia 1967.

## Ordery i odznaczenia
- Złoty Krzyż Zasługi (9 listopada 1931)[4]

## Upamiętnienie
29 listopada 2005 Rada Miejska w Ożarowie Mazowieckim podjęła uchwałę o nadaniu ulicy w Ożarowie Mazowieckim imienia Kazimierza Kamińskiego.